# Pieve di Soligo
Pieve di Soligo es una localidad y comune italiana de la provincia de Treviso, región de Véneto, con 11.680 habitantes.

## Evolución demográfica
| Gráfica de evolución demográfica de Pieve di Soligo entre 1861 y 2021 |
|                                                                       |
| Fuente ISTAT - elaboración gráfica de Wikipedia                       |